# 侵入思考
侵入思考（しんにゅうしこう、英: Intrusive_thought(英語版)）とは、望まない非自発的な思考、イメージ、不愉快な考え。それは強迫的なものであって、心を動揺させ、不快感を与え、除去するのが難しいと感じるものである。このような症状は強迫性障害（OCD）、臨床的うつ病、身体醜形障害（BDD）、ADHDに関連付けられており、それらは麻痺させ、不安を引き起こし、さらに持続させうる。侵入思考はまた強迫性障害、PTSD、その他不安障害、摂食障害、精神病における、エピソード記憶、望まない懸念や記憶に関連付けられている。その侵入思考、侵入的衝動、侵入的イメージは、不適切なシチュエーションにおける不適切な内容であり、たいてい攻撃的、性的、冒涜的なテーマである。

## 症状

### 一般
多くの人々が、問題となるような侵入思考を経験し、それは悪質で、望まれないものであるが、ほとんどの人はこれらの考えを取り下げることが可能である。ほとんどの人にとっては、侵入思考は「一瞬の煩さ"fleeting annoyance"」程度である。心理学者スタンリー・ラックマンが実施した健全な大学生へのアンケート調査によれば、彼らの全員が、性的暴力、性的処罰、不健全な性行動、痛みを伴う性行為、不愉快な想像、老人や近接者への加害、動物や子供に対しての暴力、衝動的・虐待的な衝動または暴発、などを年中想像していたことが分かっている。そのような悪い考えは、人間間において普遍的であり、「ほぼ確実に常に人間の状態の一部であった」という。

### 攻撃思考
侵入思考には他人や自分を傷つけることへの激しい強迫性が含まれる。それは主に原発性強迫性障害（Primarily_obsessional_obsessive–compulsive_disorder(英語版)）に関連付けうる。その思考には、子どもへの加害、橋・山・ビルからの飛び降り、列車や自動車への飛び込みや突き落としなどがある。ラックマンによる健康な大学生を対象とした調査によれば、ほぼ全員が以下のような思考を随時持っていたことが分かった。
- 高齢者への加害
- 自分自身に近い人を傷つけたいという想像
- 人、小児、動物を激しく攻撃したり、殴ったり、傷つけたり、殺したりしようとする衝動
- 誰かを怒鳴り、虐待したり、誰かを攻撃したり暴力的に処罰することや、何かしらの失礼、不適切、厄介、暴力的な言動をしようとする衝動

こういった思考は人であることの一部であり、それによって生活の質を損なうことはない。それがOCDに関連し、さらに永続的、重度、苦痛を伴うようになった場合には、治療が利用可能である。

### 性的思考
性的思考には「見知らぬ人、児童、家族、友人、同僚、動物、聖職者」との「キス、スキンシップ、愛撫、オーラルセックス、肛門性交、性交、強姦」などが含まれる。
他の侵入思考と同様に、ほとんどの人は非道徳的な性的思考を持つことがあるが、OCD（強迫性障害）を持つ人々はそれに伴う症状により侵入思考を実行するかもしれないという疑念を生じさせ、不快感や不安感を引き起こす。

## 関連条件
侵入思考は、強迫性障害または強迫性人格障害に関連付けられているが、しかし他の条件でも発生することがあり、それにはPTSD、臨床的うつ病、産後うつ病、不安などである。臨床的に重症な侵入思考をもつ人は、これらの疾患を一つは患っている。2005年に発表された大規模研究においては、攻撃的、性的、宗教的な強迫観念を持つ人々の多くが、不安障害とうつ病の共存疾患を持っていた。
一方で、統合失調症エピソードにおける侵入思考は、強迫性障害やうつ病における強迫的思考のそれと異なっており、それは誤っているか、妄想的な信条の形を取る。

### 心的外傷後ストレス障害
強迫性障害（OCD）と心的外傷後ストレス障害（PTSD）における侵入思考の主な違いは、PTSD患者のそれは実際に起こった外傷事象であり、一方でOCD患者は想像上の災害である点である。侵略思考を有するPTSD患者は、暴力的、性的、冒涜的思考を、かつての外傷経験記憶から抽出しなければならない。患者が侵入思考の治療に応答しない場合、医師は過去の物理的、感情的、性的虐待を疑いえる。

### うつ病
臨床的うつ病を患っている人は、より強烈な侵入思考を経験し、自分を無益で罪深い人であるという証拠を上げようとする。自殺念慮はうつ病患者において一般的であり、これは侵入思考（たとえばハイリスクな性行為、暴力、宗教的思考）とは違って危険であるため区別されるべきである。

### 産後うつ病と強迫性障害
母親の産後うつ病においては、乳児を害しようとする侵入思考は一般的である。1999年のKatherine Wisnerらによる、産後うつ病を有する65人の女性を対象とした研究によれば、彼女らに最も頻発する攻撃思考は、新生児を害しようとする行動であった。85人の子を持つ親を対象とした研究によれば、89%が侵入思考を経験しており、その内容は乳児が窒息する、事故に遭う、攻撃される、誘拐されるといったものであった。
一部の女性は、妊娠中または産後期間中に強迫性障害症状を発症することがある。産後OCDは、主にOCDをすでに持ちえる女性に、軽度または未診断の形で生じると推測される。産後うつ病とOCDは併存しうる（しばしば同時に発症する）。医師はうつ病の症状に焦点を当てる傾向にあるが、しかし出産後の母親の57%について、産後うつ病と強迫的思考が同時発症しうると判明している。
Wisnerは産後うつ病を経験している母親の行う乳児への加害行動に、共通の強迫性があることを発見した。その思考は、乳児の画像を棺に入れる、乳児をサメに食べさせる、刺す、階段の下に投げつける、溺れさせる、燃やすなどであった。Baerは、年間20万人の産後うつ病を患う新しい母親が、乳児に対して強迫的思考も患っていると推定しており、さらにそれについて「狂っている」と言われるのを恐れて、医師や家族と意見を分かち合うことを躊躇し、不安を抱え沈黙しているために、うつ病が悪化しうると推測している。
子どもを傷つけようとする侵入的不安は、産後の期間よりも長くなりうる。100人の大うつ病女性を対象とした研究によれば、41%が子どもを害するかもしれないとの強迫的不安を持っており、そのために子供のケアを躊躇してしまうという。うつ病ではない女性においては、そのような思考は7%であった。

## 治療
治療法は強迫性障害と似ている。曝露反応妨害法（ERP）は、慣れや脱感作とも呼ばれ、強迫的思考の治療に有用である。中程度の症状は認知行動療法で治療可能であり、これは親に対して侵入思考を特定し管理する方法を学ばせるものである。

## 疫学
2007年の研究では、OCD患者の臨床サンプルの78%が侵入的イメージを持っていると分かった。侵入思考に苦しむ多くの人々は、自身がOCDを患っていると分かっておらず、それはOCDの典型的症状は手洗いなどと考えているからである。
しかし疫学研究においては、侵略的思考は世界中で最もOCDで一般的な症状であることを示唆している。米国で侵入思考をもつ人が一か所に集まると、ニューヨーク市、ロサンゼルス市、シカゴ市に続いて、米国で4番目に大きな都市の規模となる。
全ての文化圏におけるOCD有病率は少なくとも2%とされており、その大部分は強迫性、もしくは悪い考えのみである。そのため米国での患者数は控えめに見て200万人を超えるとされる。別の研究では、成人50人に1人がOCDを持っており、その10 - 20%は性的強迫性であるとされている。近年の研究では、OCDの診断を受けた患者293人のうち25%が性的強迫性を持っていた。

## さらに読む
- “Obsessive-compulsive symptoms in pregnancy and the puerperium: a review of the literature”. J Anxiety Disord 17 (4):  461–78. (2003). doi:10.1016/s0887-6185(02)00206-2. PMID 12826092.
- “Intrusive thoughts, obsessions, and appraisals in obsessive-compulsive disorder: a critical review”. Clin Psychol Rev 27 (3):  366–83. (April 2007). doi:10.1016/j.cpr.2006.12.004. PMID 17240502.
- “Functional disturbances within frontostriatal circuits across multiple childhood psychopathologies”. Am J Psychiatry 166 (6):  664–74. (June 2009). doi:10.1176/appi.ajp.2009.08091354. PMC 2734479. PMID 19448188.
- Rachman S (December 2007). “Unwanted intrusive images in obsessive compulsive disorders”. J Behav Ther Exp Psychiatry 38 (4):  402–10. doi:10.1016/j.jbtep.2007.10.008. PMID 18054779.
- “OCD cognitions and symptoms in different religious contexts”. J Anxiety Disord 23 (3):  401–6. (April 2009). doi:10.1016/j.janxdis.2008.11.001. PMID 19108983.